# Bùi Tường Phong

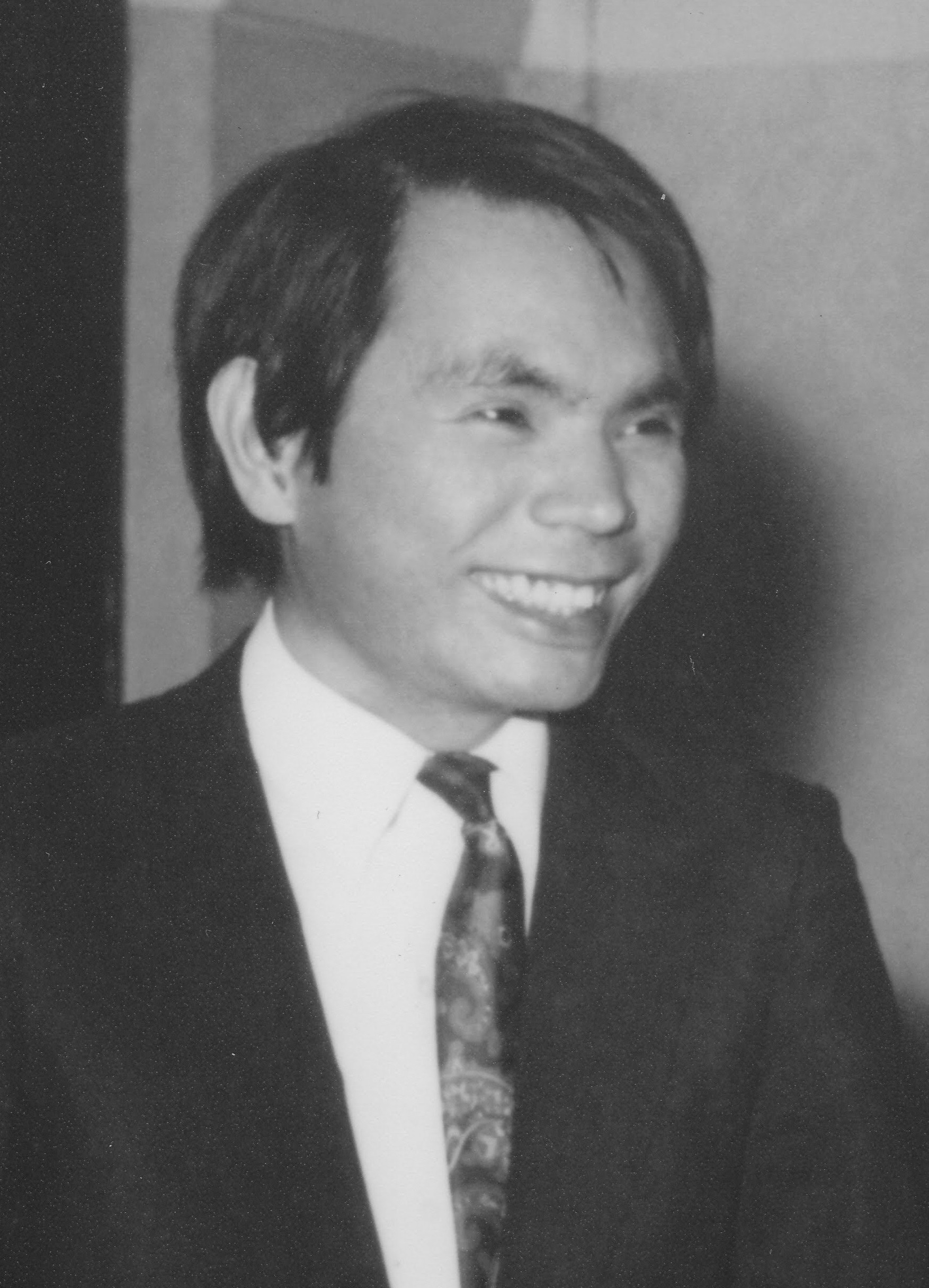
Bùi Tường Phong

Bùi Tường Phong (* 14. Dezember 1942 in Hanoi; † 1975) war ein Computergrafiker aus Vietnam, der das nach ihm benannte Phong-Beleuchtungsmodell und die Schattierungstechnik Phong Shading erfand.

## Leben
Phong besuchte französische Schulen in Hanoi und, nachdem die Familie 1954 dorthin gezogen war, in Saigon. Ab 1964 studierte er an der Technischen Universität in Grenoble (École d’Ingénieur de Grenoble) mit dem Lizenziatsabschluss 1966, wonach er in Toulouse einen Diplomingenieurs-Abschluss erwarb. Danach arbeitete er am Institut de Recherche d’Ingénieur et d’Automatique (IRIA) an Betriebssystemen. Phong war ab 1971 Forschungsassistent an der amerikanischen University of Utah bei den Professoren David Evans und Ivan Sutherland. Er litt bereits während seiner Dissertation an Leukämie und starb zwei Jahre nach dem Erhalt seines Ph.D. (1973) an dieser Krankheit.
Er war seit 1969 verheiratet und hatte eine Tochter.

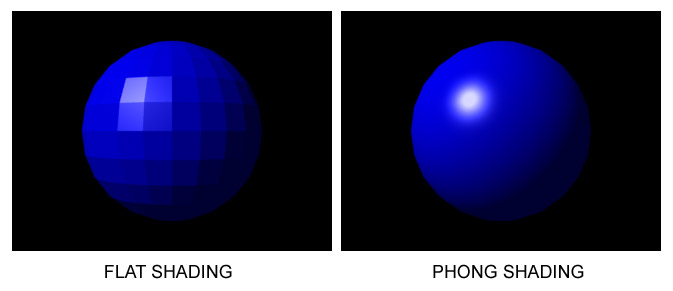
Ein Polyeder mit Phong Shading (rechts)